# Lourdes Morales
Lourdes Morales es una deportista mexicana que compitió en atletismo adaptado. Ganó dos medallas en los Juegos Paralímpicos de Toronto 1976.

## Palmarés internacional
| Juegos Paralímpicos | Juegos Paralímpicos | Juegos Paralímpicos | Juegos Paralímpicos |
| Año                 | Lugar               | Medalla             | Prueba              |
| ------------------- | ------------------- | ------------------- | ------------------- |
| 1976                | Toronto (Canadá)    | Medalla de plata    | Eslalon 1A          |
| 1976                | Toronto (Canadá)    | Medalla de bronce   | 60 m 1A             |